# Cílová fotografie

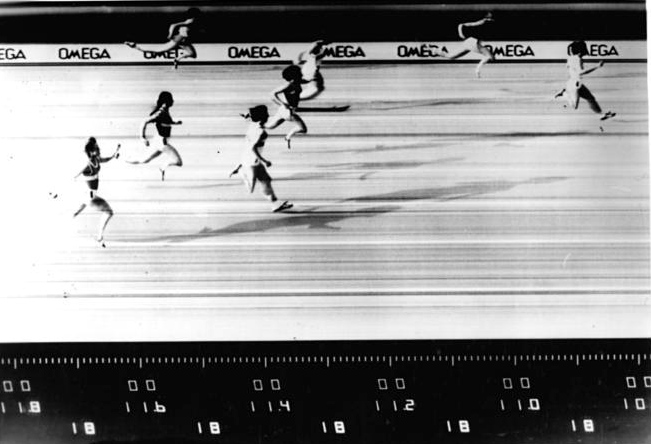
Cílová fotografie, NDR 1977

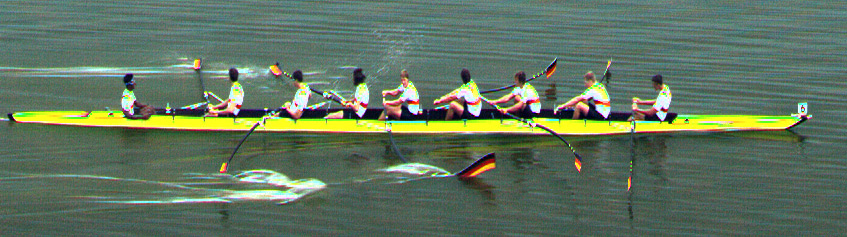
Snímek veslice pořízený digitálním cílovým fotoaparátem

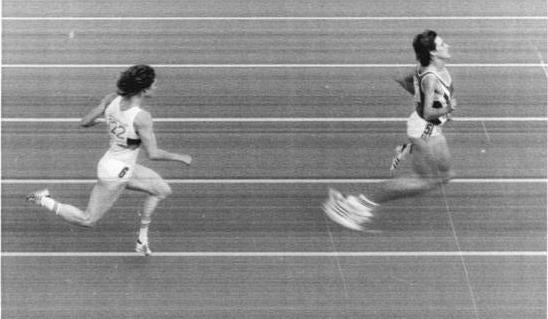
Běh na 400 metrů překážek 1987: Sabine Buschová 53,24 s a Cornelia Ulrichová 53,55 s

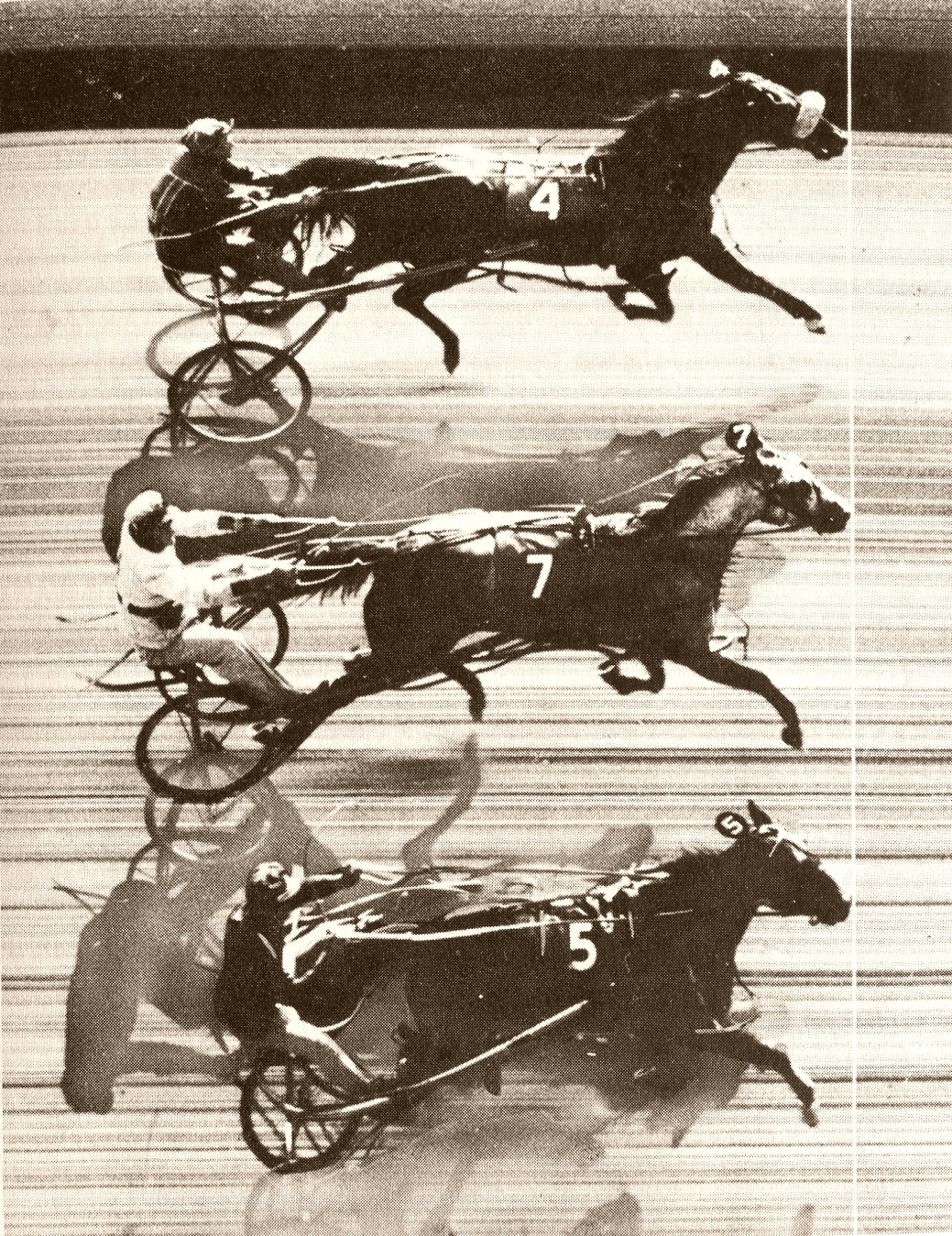
Nerozhodný výsledek tří závodníků na klusáckých dostizích, 3. října 1953

Cílová fotografie označuje v mnoha druzích sportů fotografii, která dokumentuje pořadí sportovců na cílové čáře.

## Historie
První zmínka o použití fotofiniše se datuje na konci 19. století – pro určení vítěze závodu byl použit běžný fotoaparát. V roce 1882 byl květnovém vydání časopisu Nature zveřejněn článek experta na vysokorychlostní fotografii Eadwearda Muybridge, ve kterém napsal, že „v blízké budoucnosti budou výsledky důležitých závodů záviset na fotografii, která bude určovat vítěze“. Vůbec nejstarší známá cílová fotografie pochází z 25. června 1890 a byla pořízena při koňských dostizích v New Jersey.
Na olympiádě byla použita fotografická technika poprvé na letních olympijských hrách v roce 1912 ve švédském Stockholmu.

## Technologie
Klasický způsob cílové fotografie používá fotoaparát na klasický kinofilm se stacionární štěrbinovou závěrkou s přiměřenou rychlostí. Zde je objektiv namířen na cílovou čáru, která je fotografována v různých časech. Nevýhodou této metody je, že vyvolání filmu vyžaduje určitý čas a výsledek není okamžitě k dispozici.
Dnes se obvykle používá videokamera a videorekordér, které dokáží zaznamenat alespoň 100 snímků za sekundu. Další častou používanou metodou pro významné akce je digitální fotoaparát, který zaznamenává cílovou čáru na pás do počítače. Moderní fotoaparáty mohou zaznamenávat několik tisíc řádků (respektive sloupců) za minutu, které jsou pak poskládány do cílové fotografie.

## Digitální cílové fotoaparáty
Digitální fotoaparát snímá pouze cílovou čáru. Zabírá ji na celou výšku obrazu, ale na šířku zabírá pouze jeden pixel.
Používají se časy v rozmezí od 1/2500 s do 1/10000 s. Krátké časy jsou nutné například v kanoistice, kde se měří časy zpravidla s přesností na jednu tisícinu sekundy a přesnému měření se proto věnuje velká pozornost.
Velkou roli hraje orientace kamery. Nepatrné odchylky od cílové čáry mohou vést k nesprávným výsledkům.
Kamera bývá synchronizována společně se startovacím signálem. Může to být řešeno s pomocí hardware nebo ve složitých systémech načasováním přesnou synchronizací. V důležitých soutěžích se obvykle používá záloha – pokud to sport dovoluje, nastaví se kamery v cíli proti sobě. To také snižuje riziko, že se na obrázku sportovci překrývají.
Při LOH 2008 bylo zavedeno jedno z nejrychlejších časoměrných zařízení s kamerami, které dokázaly pořídit 3000 snímků za sekundu (v porovnání s LOH 1996 – 1000 snímků za sekundu).

## Využití
V zásadě se cílová fotografie používá ve všech sportech, ve kterém je určen jeden cíl, ve kterém dochází v závěru k ručně špatně měřitelným časům a těsným rozdílům mezi závodníky. Patří k nim: lehká atletika, sportovní plavání, cyklistika, biatlon, veslování, rychlobruslení, slalom na divoké vodě, rychlostní kanoistika, lyžování (běh na lyžích i alpské lyžování) a také psí spřežení, chrtí dostihy nebo dostihy.